# Attentats du 11 mai 2016 à Bagdad
Pour les articles homonymes, voir attentat de Bagdad.
Les attentats du 11 mai 2016 à Bagdad sont trois attentats survenus dans la journée du 11 mai 2016 dans plusieurs quartiers de Bagdad, capitale de l'Irak, visant la population chiite. Ils sont revendiqués par l'État islamique le jour même.

## Déroulement des attaques
La première attaque à la bombe a eu lieu en milieu de matinée, dans un marché du quartier chiite de Sadr City, faisant 44 morts et 82 blessés.
La deuxième fait dix-sept morts, dont des forces de l'ordre, dans le quartier de Kazimiyah.
La troisième attaque, à la voiture piégée, fait 13 morts et 21 blessés dans le quartier de Jamea.